# Pseudorus dandrettae
Pseudorus dandrettae là một loài ruồi trong họ Asilidae. Pseudorus dandrettae được Carrera miêu tả năm 1949. Loài này phân bố ở vùng Tân nhiệt đới.